# پویا دادمرز
پویا دادمرز (زادهٔ ۱۹ آبان ۱۳۷۸) کشتی‌گیر فرنگی‌کار ایرانی است.
وی برنز قهرمانی کشتی جهان ۲۰۲۳ را کسب کرده است .

## فعالیت حرفه‌ای

### قهرمانی جوانان جهان ۲۰۱۷
پویا دادمرز در رقابت‌های کشتی فرنگی جوانان قهرمانی جهان در شهر تامپره کشور فنلاند، با شکست همه حریفان خود، صاحب گردن آویز طلا شد. پویا دادمرز پس از استراحت در دور نخست در دور دوم با نتیجه ۵ بر صفر هایفنگ ژانگ از چین را از پیش رو برداشت وی در دور بعد مقابل ذوالفقار علی اف از آذربایجان با نتیجه ۶ بر ۲ مغلوب کرد و به مرحله نیمه نهایی راه یافت. وی در این مرحله مقابل الهام بهرام اف از ازبکستان با نتیجه ۷ بر ۵ به پیروزی رسید و حریف کوین جردن سویرادو آمریکایی در دیدار فینال شد. دادمرز در یک رقابت دیدنی و زیبا مقابل حریف آمریکایی خود با نتیجه ۶ بر ۰ به برتری دست یافت و مدال طلای مسابقات جام جهانی جوانان کشتی فرنگی را به گردن آویخت.

### قهرمانی جوانان جهان ۲۰۱۹
پویا دادمرز در وزن ۵۵ کیلوگرم پس از استراحت در دور اول در دور دوم در مصاف با دونگی هیوک وون از کره جنوبی با نتیجه ۱۱ بر یک به پیروزی رسید و راهی مرحله یک چهارم نهایی شد. وی در این مرحله مقابل انور اله یاروف از روسیه با نتیجه ۴ بر ۳ شکست خورد و با توجه به حضور این کشتی‌گیر روس در دیدار فینال، دادمرز به گروه بازنده‌ها رفت. وی در این گروه با نتیجه ۳ بر صفر از سد احمد باقدودا از مصر گذشت و راهی دیدار رده‌بندی شد و در این دیدار نیز با نتیجه ۲ بر صفر از سد تیگران میناسیان از ارمنستان گذشت و صاحب مدال برنز شد.

### قهرمانی کشتی آسیا ۲۰۲۱
در وزن ۵۵ کیلوگرم پویا دادمرز در دیدار نخست با توجه به سر وزن نرسیدن جین هیوک کیم از کره جنوبی به پیروزی رسید. وی در دور دوم با نتیجه ۸ بر صفر داواباندی مونخ اردن از مغولستان را مغلوب کرد و به مرحله نیمه نهایی راه یافت. دادمرز در این مرحله مقابل الهام بهرام‌اف قهرمان آسیا از ازبکستان با نتیجه ۳ بر یک مغلوب و راهی دیدار رده‌بندی شد. حریف وی در این دیدار اسلام جان عزیزاف از تاجیکستان را با نتیجه ۹ بر صفر شکست داد و صاحب مدال برنز شد.

### زیر ۲۳ سال جهان ۲۰۲۱
در وزن ۵۵ کیلوگرم پویا دادمرز در دور نخست با نتیجه ۶ بر ۱ اختیار بوتیروف از ازبکستان را مغلوب کرد وی در دور بعد با نتیجه ۱ بر ۱ از سد نیهاد گولوزاده از آذربایجان گذشت و راهی مرحله یک چهارم نهایی شد. دادمرز در این مرحله تاراس کروپسکی از اوکراین را با نتیجه ۹ بر ۳ شکست داد و به مرحله نیمه نهایی راه یافت. وی در این مرحله مقابل تیلور لامونت از آمریکا با نتیجه ۵ بر ۱ به برتری دست یافت و راهی دیدار فینال شد. وی در این دیدار با نتیجه ۳ بر ۱ مغلوب ماولود ریزمانوف از روسیه شد و به مدال نقره رسید.

### قهرمانی جهان ۲۰۲۲
در وزن ۵۵ کیلوگرم پویا دادمرز پس از استراحت در دور نخست در دور دوم با نتیجه ۶ بر ۵ از سد اکرم اوزتورک از ترکیه گذشت. وی در دور بعد و در مرحله یک چهارم نهایی مقابل آمانگالی بکبولاتوف دارنده مدال نقره آسیا از قزاقستان با نتیجه ۳ بر ۱ مغلوب شد و با توجه به شکست این کشتی‌گیر قزاقستانی در مرحله نیمه نهایی، دادمرز از دور رقابت‌ها کنار رفت.

### زیر ۲۳ سال جهان ۲۰۲۲
در وزن ۵۵ کیلوگرم پویا دادمرز در دور نخست با نتیجه ۳ بر یک احمت تاشکین اوغلو از ترکیه را مغلوب کرد وی در دور بعد و در مرحله یک چهارم نهایی با نتیجه ۸ بر یک نورزات کابدیرآخیموف از قزاقستان را از پیش رو برداشت و راهی مرحله نیمه نهایی شد. دادمرز در این مرحله با نتیجه ۹ بر ۴ از سد دنیس میهای از رومانی گذشت و به دیدار فینال راه یافت. وی در این دیدار با نتیجه ۵ بر یک از سد نیهاد گولوزاده قهرمان جوانان جهان از جمهوری آذربایجان گذشت و به مدال طلا دست یافت.

### قهرمانی آسیا ۲۰۲۳
در وزن ۵۵ کیلوگرم پویا دادمرز پس از استراحت در دور نخست، در دور دوم و در مرحله یک چهارم نهایی با نتیجه ۸ بر صفر تایگاه اونیشی از ژاپن را مغلوب کرد و به مرحله نیمه نهایی راه یافت. وی در این مرحله با نتیجه ۸ بر ۱ از سد اختیار بوتیروف از ازبکستان گذشت و به دیدار فینال راه یافت. دادمرز با نتیجه ۱۰ بر صفر از سد روپین سونیپات از هند گذشت و به مدال طلا دست یافت.

### قهرمانی جهان ۲۰۲۳
در وزن ۵۵ کیلوگرم پویا دادمرز پس از استراحت در دور اول، در دور دوم با نتیجه ۸ بر صفر سابولچ لوسونک از صربستان را با نتیجه ۸ بر صفر از پیش رو برداشت و راهی مرحله یک چهارم نهایی شد. وی در این مرحله مقابل آدم اوزون قهرمان اروپا از ترکیه را با نتیجه ۳ بر صفر شکست داد و به مرحله نیمه‌نهایی راه یافت. دادمرز در این دیدار در یک کشتی نزدیک با نتیجه ۳ بر ۲ مغلوب با الدانیز عزیزلی قهرمان جهان از جمهوری آذربایجان شد و به دیدار رده‌بندی رفت. وی در این دیدار با نتیجه ۶ بر ۳ مارلان موکاشف از قزاقستان را شکست داد و به مدال برنز دست یافت.

### قهرمانی آسیا ۲۰۲۴
در وزن ۵۵ کیلوگرم پویا دادمرز پس از استراحت در دور اول، در دور دوم با نتیجه ۷ بر ۲ سجاد علی از عراق را از پیش رو برداشت و به مرحله نیمه نهایی راه یافت. وی در این مرحله با نتیجه ۳ بر ۲ تائه مین کیم از کره جنوبی را شکست داد و به دیدار فینال راه یافت. دادمرز در این دیدار با نتیجه ۹ بر صفر مغلوب رو یو-چول از کره شمالی شد و به مدال نقره رسید.

### قهرمانی جهان ۲۰۲۴
در وزن ۵۵ کیلوگرم پویا دادمرز در دور نخست با نتیجه ۵ بر ۴ و ضربه فنی گئورگی توخادزه از گرجستان را از پیش رو برداشت. وی در دور بعد با نتیجه ۱ بر ۱ مانول خاچاطریان از ارمنستان را شکست داد و راهی نیمه نهایی شد. دادمرز در این مرحله با نتیجه ۱ بر ۱ امین صفرشایف از روسیه را شکست داد و فینالیست شد. وی در دیدار نهایی با نتیجه ۱ بر ۱ مقابل الدانیز عزیزلی قهرمان جهان از آذربایجان شکست خورد و به مدال نقره رسید.